# Le Soleil naît derrière le Louvre
Le Soleil naît derrière le Louvre est un roman policier français de Léo Malet, paru en 1954 aux Éditions Robert Laffont. Il fait partie de la série ayant pour héros Nestor Burma. C'est le premier des Nouveaux Mystères de Paris.

## Résumé
Une enquête banale et routinière attend chaque printemps Nestor Burma. Pour le compte de Mme Émilie Lheureux, de Limoges, il doit se borner à retrouver Louis, le mari volage qui fait son annuelle fugue parisienne, et le renvoyer à la maison. Mais cette fois, l'affaire devient des plus complexes. D'abord, Burma repère Lheureux dans un restaurant et ils soupent ensemble. Mais, sous le prétexte d'aller aux toilettes, Louis file à l'anglaise. Burma rôde un peu dans le quartier et constate une opération policière rue Pierre-Lescot. Le commissaire Faroux l'invite à l'accompagner dans un deuxième sous-sol pour examiner un cadavre transpercé de plusieurs balles, dont l'une le défigure à moitié. Burma remarque alors qu'il ressemble à Louis Lheureux, mais s'apercevra plus tard qu’on a maquillé le mort pour tenter une substitution d'identité.
Le lendemain, au bureau de l'agence Fiat Lux, Faroux informe Burma que le macchabée de la veille est un certain Étienne Larpent, qui aurait trempé dans le vol d'un tableau de Raphaël, dérobé au musée du Louvre. Poursuivant son enquête, Burma rend visite à Geneviève Levasseur, la maîtresse de Larpent, qui est sensible au charme du détective et vice versa. Peu après, Burma est assommé en se rendant quai de la Mégisserie et séquestré dans l'arrière-boutique d'un marchand d'oiseaux. Quand il se sort de là, c'est pour se trouver nez à nez avec un autre cadavre dans son propre bureau. Mais déjà, le détective a l'intuition que le mari volage et le tableau du Louvre ne sont pas étrangers l'un à l'autre.

## Aspects particuliers de l'ouvrage
Le roman se déroule dans le 1er arrondissement de Paris.

## Éditions
- Éditions Robert Laffont, 1954
- Le Livre de poche no 4145, 1976
- Fleuve noir, Les Nouveaux mystères de Paris no 1, 1982 ; rééditions en 1993 et 1999
- 10-18, Grands détectives no 1933, 1988
- Éditions Robert Laffont, collection Bouquins, 1986 ; réédition en 2006
- Presses de la Cité, 1989

## Adaptations

### À la télévision
- 1992 : Le soleil naît derrière le Louvre, épisode 1, saison 2, de la série télévisée française Nestor Burma réalisé par Joyce Bunuel, adaptation du roman éponyme de Léo Malet, avec Guy Marchand dans le rôle de Nestor Burma.

### En bande dessinée
- Le soleil naît derrière le Louvre de Léo Malet, adapté par le dessinateur Emmanuel Moynot, d'après l'univers de Jacques Tardi, Paris, Casterman, 2007  (ISBN 2-203-39932-5).

## Sources
- Jacques Baudou (dir.), Les Nombreuses Vies de Nestor Burma, Nantes, Les Moutons électriques, coll. « La Bibliothèque rouge no 18 », 2010, 333 p. (ISBN 978-2-36183-003-8, OCLC 670472170), p. 97-100.
- Francis Lacassin, Sous le masque de Léo Malet, Nestor Burma, Amiens, Encrage, coll. « Portraits » (no 4), 1991 (ISBN 978-2-906-38932-8, OCLC 406670086), p. 44-47
- Jean Tulard, Dictionnaire du roman policier : 1841-2005. Auteurs, personnages, œuvres, thèmes, collections, éditeurs, Paris, Fayard, 2005, 768 p. (ISBN 978-2-915793-51-2, OCLC 62533410), p. 667.